# Кітана
Кітана (англ. Kitana) — одна з головних персонажів серії ігор Mortal Kombat. Зріст: 179 см. Вага: 64 кг. Колір очей: карий.

## Історія

### Оригінальна хронологія
Довгі роки Кітана працювала у якості особистої убивці імператора Зовнішнього Світу Шао Кана, якого вважала своїм справжнім батьком. Але незадовго перед проведенням турніру у Зовнішньому світі вона дізналася правду про своє походження. Виявилось, вона була дочкою короля Джеррода і королеви Сіндел, котрі правили світом під назвою Еденію. Після поразки у Смертельній Битві від вояків Шао Кана його війська втрутилися у Еденію. Король Джеррод був убитий, Сіндел Шао Кан взяв у дружини, а Кітану удочерив. Через деякий час Синдел, не прийнявши думки про те, що їй доведеться жити з тираном, котрий забрав у неї і сім'ю і власний світ, скоїла самогубство. Під керуванням Шао Кана Кітана виросла вірною прихильницею Імператора і була навчена у якості убивці. Разом з нею працювали її сестра Міліна, котра направду була невдалим клоном принцеси, створена Шан Цзуном, і її найкраща подруга — Джейд.
Дізнавшись правду про своє походження, Кітана, як того і боявся Шао Кан, поклялась помститись йому за все зло, що він завдав Еденії і її сім'ї. Зразу завдавати йому удар було небезпечно, саме тому Кітана продовжила вдавати з себе слухняну піддану імператора, чекаючи слушного моменту для удару. Шанс почати діяти появився, коли Шао Кан і Шан Цзун, після перемоги земних вояків на десятім турнір Смертельної Битви, організували турнір у Зовнішньому Світі і заманили туди землян. Кітана виступала на стороні Зовнішнього Світу, але у цей ж час таємно почала контактувати  з землянами. Одна з її розмов була підслухана  її сестрою Міліною. Вона спробувала атакувати  принцесу, але Кітані у поєдинку вдалось вбити її.
По закінченню турніру бійцям з Землі вдалось втекти з Зовнішнього Світу. Кітана також успішно пішла від військ Шао Кана і бігла у Земне Царство. Шао Кан надіслав за нею Рептилію і Джейд. При тому, для Джейд він дав вказівки вернути принцесу живою, а Рептилії приказав зупинити Кітану любою ціною, навіть якщо доведеться її вбити. Кітані вдалось вмовити Джейд приєднатися до неї у боротьбі проти Шао Кана і вдвох їм удалось відбитись в атаці Рептилії. Дізнавшись про воскресіння королеви Сіндел, Кітана вирішила у щоб-то не стало змусити свою матір пригадати про минуле і повстати проти Шао Кана. Об'єднавшись разом з іншими  земляними вояками, вона напала на фортецю Шао Кана. При допомозі Джейд, котра успішно відвернула Сіндел, Кітані вдалось зняти з неї чари, і та перейшла на сторону своєї дочки. Після перемоги над Шао Каном, не тільки Земне Царство вернуло собі свободу, але і Еденія. Перед поверненням у свій, тепер вільний світ, Кітана віддячила земним воякам. Сіндел зайняла повноправний пост королеви цієї реальності і разом з Кітаной стала відновлювати все, що було зруйновани Шао Каном за роки  його безжалісного правління.
Кітана почала налагоджувати мирне  життя в Еденії і в Зовнішньому Світі. При допомозі  вигнаного принца шоканів, Горо, їй вдалось укласти мир  між шоканами і кентаврами. Але мир і спокій у Еденії тривав  недовго. Вигнаний старший бог Шиннок, його головний чаклун Куан Чистий і їх армія Тьми, змогли потрапити у Еденію з Пекла, при допомозі дочки посла Еденії в інших світах, Тани, і почати свій план по завоюванню Небес і знищенню Старших Богів. Кітана була заточена у тюрму, але їй вдалось досить легко втекти з допомогою відродженої  Цинноком Міліни. Вона сама хотіла перемогти Кітану у бою і помститись за свою смерть від рук принцеси. Невдовзі атака Шиннока була відбита і Еденія  знову стала налагоджувати мирне життя. Кітана запропонувала Лю Кану правити Еденією разом з нею, але Лю Кан відмовився, сказавши, що його місце на Землі у якості чемпіона і захисника Земного Царства. Також, по поверненню у Еденію, Кітана знову зіштовхнулась з Міліною. Вона спробувала вбити Кітану, але Кітана змогла відбити  атаку. На цей раз вона не стала вбивати Міліну, а заточила її у темниці.
Після перемоги над Шинноком, Кітана  вирішила покласти кінець залишкам імперії Шао Кана, раз і назавжди. Для цього вона об'єднала війська Еденії з армією шоканів, під керівництвом принца Горо. Разом вони завдали попереджувального удару на армію Шао Кана, якою командував зрадник з Землі, Кано. Двом  націям  майже вдалось знищити армію диктатора, але сталась трагедія. В бою вбили принца Горо, посланцем Шао Кана, Нубом Сайботом. Армія шоканів, залишившись без  лідера, погрузилась в хаос. Але, не лише еденійський союсь зазнав втрат. Шао Кан також був вбитий невідомими воїнами. Його війська почали поступово відступати. Війська Кітани отримали перемогу, але жахливою ціною для народу шоканів. Остатки війська Шао Кана відступили і здається, що наступила нова ера миру для Еденії і Зовнішнього Світу. Кітана вирішила вернутись в Еденію, але по дорозі вона зустріла свого колишнього союзника -Кун Лао. Він розказав їй про смерть Лю Кана і про створення Смертельного Альянсу. Тим часом, в різних кутках Зовнішнього Світу  почали з'являтись огидні живі мерці-солдати, які несуть прапори  Куан Чи і Шан Цзуна. Мрії Кітани про повернення на батьківщину, знову  були розбиті. Їй знову прийшлось направити своїх людей  в бій проти нової загрози. Але  в цьому бою її армія зазнала поразки від армії воскресших мерців і їх зачаклованої зброї. Кітана вирішила ,щоб  знищити  Смертельний Альянс їй потрібно буде тренування. Разом з Кун Лао вона відправилась до майстра Бо'Рай Чо,давши накази своїм командирам залишатись в таборі.
Пройшовши тренування, Кітана разом з Кун Лао приєдналася до земних вояків. Всі разом вони вирушили на битву з Смертельним Альянсом. До нещастя, навіть її нові навички не допомогли їй. Кітана була вбита у Битві Куан Чи. После знищення Смертельного Альянсу у вибух, справляння Райденом, вона и всі інші земні вояки, були відроджені Королем Драконів Онагою. Своїм закляттям він зробив з них власну армію вбивць. Він наказав їм чекати зустрічі біля  Живого Лісу. А опісля, Кітана вирушила у Еденію, разом з Онаго и його армією таркатанів. За наказом Короля Драконів, Сіндел, була закрита у темниці. Кітані було наказано охороняти королеву, так як Онага знав, что Сіндел не стане атакувати власну дочку. До щастя, Джейд, яка таємно стежила за Онагою и Кітаною, не побоялася вступити у бій з принцесою. Їй вдалося звільнити Сіндел і замкнути Кітану у камері. Після чого вони швидко втекли з в'язниці, так як Кітана підняла тривогу. Сіндел і Джейд вирушили у Зовнішній Світ, щоб найти там спосіб знищити Онагу і звільнити Кітану з-під його впливу. У цей час дух Лю Кана и звільнених від контролю Шао Кана, Єрмак, вирушили рятувати зачарованих земних вояків. Поки Єрмак стримував атаки колишніх земних воїнів, Лю Кан по-одному зміг звільніти їх від закляття Короля Драконів.
Будучи під контролем Онаги, Кітана могла відчувати його думки. Вона дізналася, що джерелом його сили являються шість знарядь старших богів — Камідогу. Також вона відчувала, що повернення Онаги — це лише початок до  набагато більшому  конфлікту. По дорозі у Еденію, Кітана зустріла Блейза, котрий сказав їй, що її передчуття вірні і що Кітана повинна поєднати сили світу для майбутньої битви. Кітана була дуже засмучена цим і запитувала Блейза, коли всі ці битви закінчаться, на що вогненний елементаль запевнив її, що якщо все піде по плану, то всі вороги Еденії будуть знищені. Кітана виступила на стороні сил світу у битві при піраміді Аргуса і загинула, як і всі інші вояки.

### Нова хронологія
Принцесі Кітані понад 10 тисяч років і вона мало, що пам'ятає про свої ранні роки. Її мати, королева Сіндел, загадково  померла багато років тому у Земнім Царстві. Велику частину свого життя вона вірно служила своєму батьку, імператору Зовнішнього Світу Шао Кану, у його нескінченних спробах захопити царства. Зі своєю найближчою подругою, Джейд, Кітана втілювала в життя його жорстоку волю. Але в неї  є відчуття, котре обтяжує її....відчуття, що життя, котре вона знає, являється обманом. У цей момент, Кітана віддано працює над тим, щоб забезпечити перемогу Зовнішнього Світу в останньому турнірі ''Смертельна Битва''. Якщо Кітані вдасться ослабити свій захист , то вона дізнається, що земні  опоненти можуть привести її до відповідей на питання які її тривожать.
Під час турніру ''Смертельна Битва'', Кітана і Джейд служать, як одні з самих довірених убивць Шао Кана. Вони спостерігають за відкриттям турніру, стоячи біля трону Шан Цзуна. Пізніше Кітана і Джейд намагаються зупинити спробу втечі Соні Блейд з острова, але обидві зазнали поразки. Ще пізніше Кітана намагається вбити Хмелю Кана, до того, як він досягне фіналу битви, але і на цей раз, вона програє бій. Після його перемоги, Кітана просить вбити її за поразку, але Хмелю відповідає загинів, що вона може вільно йти і що він нікому не скаже про їхній поєдинок. Наостанок він говорить, що сподівається зустрітися з нею при других обставинах. Після поразки Шан Цзуна, перед тим, як піти у портал, Кітана дивиться на Хмелю Кана.
Після початку турніру у Зовнішньому Світі, Шао Кан посилає Кітану розібратися з вояками Лін Куей, котрі порушили кордони його царства. Кітана знаходить Смоука, але програє йому бій. Під час бою у рамках турніру, Кітана б'ється із Шаолиньським монахом. Вона перемагає його, і монах просить вбити його за поразку але, пригадавши свій діалог з Хмелю Каном, Кітана відмовляється це зробити. Злий Шао Кан особисто добиває вояка, аккурат перед появою Кібер Саб-Зіро, котрий вимагав дати йому можливість битися з Скорпіоном. Через появу зухвалого вояка, котрого Кітана повинна була вбити, вона отримує догану від імператора, і її також сварить Джейд.
Після відходу Джейд, у Пустошах з'являється Райден з Джонні Кейджєм і Смоуком. Зла Кітана провокує їх на битву двоє-проти-одного, котру вона виграє. Райден не дозволяє загинів добити переможених противників, і говорить їй, що він і Хмелю Кан відчувають,  Кітана перебуває у конфлікті з собою. Він налаштовує Кітану відправитись у Ями Плоті Шан Цзуна, щоб дізнатися там істину. Кітана погоджується це зробити  і відправляється у лабораторію колдуна. Під час подорожі через Живий Ліс, з'являється Джейд, котра просить Кітану послухатись наказу імператора і повернути назад. Кітана відмовляється і вступає у бій з своєю найкращою подругою. Цей бій Кітана виграє і отримує можливість продовжити свій шлях.
У Ямах Плоті, Кітана знаходить недавно створену Міліну, котра просинається і називає її «сестрою». Оголомшена, Кітана називає Міліну монстром і обидві воячки б'ються одна з одною. Кітана перемагає свого клона, але тут же з'являється Шан Цзун. Принцеса вимагає відповісти загинів, що тут твориться, на що чаклун  відповідає лише що,  він «покращує принцесу». Кітана атакує кудесника і перемігши його, приводить к Шао Кану. Вона розповідає імператору про  жахливі експерименти Шан Цзуна по створенню жахливих клонів і вимагає покарати чаклуна. Але на її подив, Шао Кан вітає Шан Цзуна з успіхом і розказує Кітане правду про її походження. Опиняється її справжній тато був убитий Шао Каном багато років тому, а її рідний світ, Еденія, став частиною Зовнішнього Світу. Після цього Шао Кан вимагає відвести Кітану геть, щоб пізніше її стратити і привести  йому його «справжню дочку», Міліну.
Кітану закривають у Вежу, куди деякий час потому вдається пробратися Джейд. Кітана просить Джейд звернутися за допомогою к Райдену, поки її теж не схватили. Дізнавшись від Джейд о тому, де перебуває принцеса, Хмелю Кан і Кун Лао відправляються до неї на допомогу, але потрапляють у пастку. Кітана була переведена з Вежі у Колізей Шао Кана, де її повинні будуть стратити. Монахам вдається вирватись з цієї ями, і вони відправляються у Колізей. Поки Кун Лао бориться  на турнірі, Хмелю Кан рятує Кітану з заточення. Вслед за цим він мстить Шао Кану за смерть  Кун Лао і вбиває імператора. Після цих подій Кітана і Джейд приєднується до  вояків Райдена.
Тим не менш, Шао Кан не помер. Куан Чи  вдалось відновити його здоров'я, а трохи пізніше він також зміг воскресити королеву Сендел. Через це магічний захист, створений за допомогою самогубству Сіндел і не дозволяючий Шао Кану ввести війська в Земне Царство, зникла і Шао Кан почав повномасштабне вторгнення. Після гибелі Мотаро від рук Райдена  Сіндел пропонує завершити його роботу і знищити земних воїнів. Шао Кан забирає душу Шан Цзуна і підсилює нею Сіндел. Королева атакує земних воїнів в їх штабі в Храмі, зразу після того, як захисники  Земного Царства успішно відбились від кібервоїнів Лун Куей. Сіндел одного за другим  вбиває супротивників, і нарешті, атакує свою дочку. Кітана  вмовляє свою мати згадати часи, коли вона правила Еденією до втручання Шао Кана, но Сіндел говорить ,що після зради  Шао Кана і приєднання до  опору Кітана більше їй не дочка. Вона починає витягувати з принцеси життєві сили, але завершити розпочате їй не дозволяє Нічний Вовк, який викликає Сіндел на бій.
Нічний Вовк знищує себе і Сіндел, на очі Райдена і Лю Кана, які повернулися від Старших Богів. Серед тіл своїх друзів, Лю знаходить вмираючу Кітану, яка говорить, що вона хотіла б, щоб вони зустрілися при інших обставинах. Принцеса Кітана вмирає на руках у Лю Кана, що підштовхує Шаолінського воїна до бунту проти свого наставника Райдена. Тим часом, Райден в розпачі вирішує укласти союз з Куан Чи, щоб перемогти Шао Кана. Він пропонує свою душу і душі своїх воїнів. Але Куан Чи говорить йому, що він уже уклав угоду з імператором і, згідно з її умовами, всі душі воїнів загиблих під час конфлікту між землею і Зовнішнім Світом, вже є його власністю. Куан Чи виграв Кубок душі своїх нових рабів, серед яких виявляється і Кітана. Некромант нацьковує Кітану, Нічного Вовка і Кун Лао на бога грому, але тому вдається їх перемогти і піти з пекла.
Кітана, разом з іншими ревенантами бере участь в атаці Шиннока і Куан Чи на Небесний Храм. Але після поразки Шиннока, відступає назад в Пекло. Кілька років по тому, Кітана обезголовлює демона Молоха, за наказом Куан Чи.
Ще якийсь час по тому, Кітана все ще є ревенантом на службі у Куан Чи. Разом, з Лю Каном і Кун Лао, вона є частиною його основного загону вбивць. Джакс, який також був ревенантом і пізніше воскрес, з обуренням зазначає, що Кітані подобається бути ревенантом, що вона сама підтверджує під час однієї з битв. Після загибелі Куан Чи і повернення Шіннока, вона, разом з Лю Каном, Кун Лао і Сіндел атакують Небесний Храм, щоб дозволити Шинноку захопити енергію Земного Царства Джинсей. Всі разом ревенанти атакують Бо'Рай Чо і б'ють Райдена. Пізніше вони борються проти загону Кессі Кейдж. Джекі Бріггс і Такеда Такахаші вдається стримати їх, щоб дати Кессі Кейдж і Кун Цзінь перемогти Ді'Вору і Шиннока. Після поразки Шиннока, ревенанти повертаються в Пекло.
Через якийсь час Лю Кан і Кітана стають правителями цієї реальності, і їм завдає візит Райден, який був отруєний злом Шиннока під час порятунку Дзинсей. Він віддає їм відрізану голову живого Шиннока, як попередження, щоб вони не сміли і думати про напад на Земне Царство.

## Критика та відгуки
1. Китана займає 40 місце в списку 50 найбільших жіночих персонажів в історії відеоігор ( англ. The 50-Greatest Female Characters in the History of Video Games ) [2]
2. Кітана і Мілін отримали 7 місце в списку «10 най-найфантастичніші близнюки» журналу « Світ Фантастики », назвавши їх протистояння жіночим аналогом боротьби Скорпіона і Саб-Зіро.[3].
3. Персонажі зайняли 11 місце в рейтингу «найкращих перефарбованих персонажів комп'ютерних ігор» сайту GamePro в 2009 році.[4]
4. Кітана увійшла в список «25 найсексуальніших (і смертоносних) ципочок ніндзя-убивць» за версією UGO.com.
5. У битві «битві красунь: боротьба найсексуальніших жіночих ігрових персонажів» 2011 року в якості кращих ніндзя Кітана була виставлена проти Такі із серії файтинга Soulcalibur, але сталася нічия. Журналісти описали Кітану настільки ж небезпечною, наскільки красивою.[5]
6. Гело Гонсалес з FHM визначив Кітану на 9 місце в рейтингу найсексуальніших ніндзя-красунь в іграх, порівнявши її з філіппінської актрисою Еулой Вальдес.
7. К. Тор Дженсен, критик з сайту UGO.com, назвав «грудастих сестер-ніндзя Кітану і Мілену» в якості фронтальних персонажів франшизи Mortal Kombat.
8. Майк Фейхі з Kotaku критикує зображення Кітани в трейлері Mortal Kombat Vita через погано зшитого костюма жінки-ніндзя.